# Свічки
Свічки — український козацько-старшинський рід на Полтавщині.

## І покоління
- Назар (Назарій) — засновник роду.

## ІІ покоління
- Леонтій Назарович (? — 1699) — лубенський полковий осавул (1665, 1679, 1682—1688) і полковий суддя (1672), пирятинський городовий отаман (1677), полковник Лубенський (1688—1699); учасник Кримських (1687, 1689) і Азовського (1696) походів.

~ Домникія Мартинівна Лещенко
- Яків Назарович —